# Masahiro Hasemi
Masahiro Hasemi (jap. 長谷見昌弘 Hasemi Masahiro; ur. 13 listopada 1945 w Tokio) – były japoński kierowca wyścigowy oraz właściciel zespołu wyścigowego.

## Życiorys
Zaczął karierę w motocrossie w wieku 15 lat. W 1964 roku zaczął startować dla Nissana. W 1976 wziął udział w Grand Prix Japonii Formuły 1. W 1980 roku został mistrzem Japońskiej Formuły 2. Ścigał się również samochodami turystycznymi oraz w serii JGTC. W latach 1989, 1991 i 1992 wygrał serię JTCC. W 1990 roku wygrał Grand Prix Makau, a dwa lata później – 24h Daytona. W 2001 roku zaprzestał ścigania i założył Hasemi Sport – zespół JGTC.
Jest ostatnim Japończykiem, który wygrał Grand Prix Japonii Formuły 1. Miało to miejsce w 1975 roku, gdy Grand Prix to nie było eliminacją Mistrzostw Świata Formuły 1.

## Wyniki w Formule 1
| Legenda oznaczeń w tabelach wyników Wyświetl szablon na nowej stronie | Legenda oznaczeń w tabelach wyników Wyświetl szablon na nowej stronie                                                                     |
| Oznaczenie                                                            | Wyjaśnienie |
| --------------------------------------------------------------------- | --- |
| Złoty                                                                 | Zwycięzca lub mistrzostwo |
| Srebrny                                                               | 2. miejsce lub wicemistrzostwo |
| Brązowy                                                               | 3. miejsce lub II wicemistrzostwo |
| Zielony                                                               | Ukończył, punktował (w klasyfikacji generalnej, gdy zdobył co najmniej jeden punkt na przestrzeni sezonu, poza trzema powyższymi opcjami) |
| Niebieski                                                             | Ukończył, nie punktował (w klasyfikacji generalnej, gdy nie zdobył co najmniej jednego punktu na przestrzeni sezonu)                      |
| Czerwony                                                              | Nie zakwalifikował się (NZ) |
| Czerwony                                                              | Nie prekwalifikował się (NPK) |
| Różowy                                                                | Nie ukończył (NU) |
| Różowy                                                                | Niesklasyfikowany (NS) (w klasyfikacji generalnej, gdy nie został sklasyfikowany w żadnym wyścigu sezonu)                                 |
| Czarny                                                                | Zdyskwalifikowany (DK) |
| Czarny                                                                | Wykluczony (WYK/EX) |
| Biały                                                                 | Nie wystartował (NW) |
| Biały                                                                 | Kontuzjowany (K/INJ) |
| Biały                                                                 | Wyścig odwołany (OD/C) |
| Bez koloru                                                            | Został wycofany (WYC/WD) |
| Bez koloru                                                            | Nie przybył (NP/DNA) |
| Bez koloru                                                            | Nie brał udziału w treningach (NT/DNP) |
| Bez koloru                                                            | Nie został zgłoszony (–) |
| Pogrubienie                                                           | Start z pole position |
| Kursywa                                                               | Najszybsze okrążenie wyścigu |
| †                                                                     | Nie ukończył, ale jego rezultat został zaliczony ze względu na przejechanie więcej niż 90% dystansu wyścigu.                              |
| *                                                                     | Sezon w trakcie |
| 1/2/3                                                                 | Punktowana pozycja w sprincie kwalifikacyjnym                                                                                             |
| Lista systemów punktacji Formuły 1                                    | |

| Rok  | Zespół             | Samochód     | Silnik      | 1   | 2   | 3   | 4   | 5   | 6   | 7   | 8   | 9   | 10  | 11  | 12  | 13  | 14  | 15  | 16     | Msc. | Pkt. |
| ---- | ------------------ | ------------ | ----------- | --- | --- | --- | --- | --- | --- | --- | --- | --- | --- | --- | --- | --- | --- | --- | ------ | ---- | ---- |
| 1976 | Kojima Engineering | Kojima KE007 | Ford DFV V8 | BRA | ZAF | USW | ESP | BEL | MCO | SWE | FRA | GBR | DEU | AUT | NLD | ITA | CND | USA | JPN 11 | 33   | 0    |